# Sonora aemula
Sonora aemula — вид змій родини полозових (Colubridae). Ендемік Мексики.

## Поширення і екологія
Sonora aemula поширені від південної Сонори через Сіналоа до південного Дуранго, на захід від Західної Сьєрра-Мадре. Вони живуть в сухих, колючих чагарникових заростях і напівлистяних лісах.

## Збереження
МСОП класифікує стан збереження цього виду як близький до загрозливого. Sonora aemula загрожує знищення природного середовища.